# Championnat du Pérou de football 1931
Navigation
Saison précédente Saison suivante
La saison 1931 du Championnat du Pérou de football est la quatrième édition (officielle) du championnat de première division au Pérou. Les douze clubs sont regroupés au sein d'une poule unique où ils ne s'affrontent qu'une seule fois au cours de la saison. Pour permettre la réduction du championnat à huit équipes la saison prochaine, cinq formations sont reléguées en fin de saison et remplacées par le champion de Segunda Division, la deuxième division péruvienne.
C'est le club de l'Alianza Lima qui remporte la compétition après avoir terminé en tête du classement final, devant le Sporting Tabaco et le club promu, Atlético Frigorifico. C'est le 5e titre de champion du Pérou de l'histoire du club.

## Les clubs participants
| - Alianza Lima - Atletico Chalaco - Sportivo Tarapacá Ferrocarril - Sportivo Union - Lawn Tennis - Sporting Tabaco | - Atlético Frigorifico - Promu de Segunda Division - Federación Universitaria - Circolo Sportivo Italiano - Ciclista Lima - Unión Buenos Aires - Hidroaviacion |

## Compétition
Le barème utilisé pour établir les différents classement est le suivant :
- Victoire : 3 points
- Match nul : 2 points
- Défaite : 1 point
- Forfait ou abandon : 0 point

De plus, un bonus de point est ajouté à certains clubs en fonction des résultats de son équipe réserve en championnat inférieur.

### Classement
| Rang | Équipe                        | Pts   | J  | G  | N | P | Bp | Bc | Diff |
| ---- | ----------------------------- | ----- | -- | -- | - | - | -- | -- | ---- |
| 1    | Alianza Lima                  | 38.75 | 11 | 11 | 0 | 0 | 53 | 4  | +49  |
| 2    | Sporting Tabaco               | 34    | 11 | 8  | 1 | 2 | 35 | 19 | +16  |
| 3    | Atlético Frigorífico (P)      | 33.75 | 11 | 7  | 0 | 4 | 15 | 18 | -3   |
| 4    | Federación Universitaria      | 28.5  | 11 | 5  | 1 | 5 | 23 | 15 | +8   |
| 5    | Atletico Chalaco (T)          | 28    | 11 | 6  | 2 | 3 | 27 | 25 | +2   |
| 6    | Sportivo Tarapacá Ferrocarril | 26.5  | 11 | 4  | 2 | 5 | 20 | 25 | -5   |
| 7    | Unión Buenos Aires            | 25    | 11 | 4  | 1 | 6 | 19 | 25 | -6   |
| 8    | Sportivo Unión                | 24.75 | 11 | 4  | 1 | 6 | 18 | 20 | -2   |
| 9    | Hidroaviación                 | 24    | 11 | 4  | 1 | 6 | 21 | 22 | -1   |
| 10   | Circolo Sportivo Italiano     | 24    | 11 | 4  | 0 | 7 | 12 | 29 | -17  |
| 11   | Lawn Tennis                   | 20.5  | 11 | 2  | 0 | 9 | 9  | 24 | -15  |
| 12   | Ciclista Lima                 | 18.75 | 11 | 2  | 1 | 8 | 14 | 40 | -26  |

|  | Champion du Pérou 1931                                |
|  | Relégation en Segunda Division                        |
|  | (T) : Tenant du titre (P) : Promu de Segunda Division |

- Les critères de relégations ne sont pas déterminés.

## Bilan de la saison
| Championnat du Pérou de football 1931 |                                                                                    |
| Champion                              | Alianza Lima (5e titre)                                                            |
| Promotions et relégations             |                                                                                    |
| Promus en Primera División            | Sport Progreso                                                                     |
| Relégués en Segunda División          | Atlético Frigorifico Atlético Chalaco Unión Buenos Aires Hidroaviacion Lawn Tennis |